# Janne Niskala
Janne Juhani Niskala (* 22. září 1981, Västerås) je bývalý finský lední hokejista narozený ve Švédsku. Hrával především na postu obránce. S finskou reprezentací získal zlatou medaili na mistrovství světa v roce 2011, bronz na olympijských hrách ve Vancouveru roku 2010 a bronz má i z mistrovství světa 2008. Hrál i na MS 2009 (5. místo), 2010 (6. místo) a 2012 (4. místo). Má ve sbírce i jednu juniorskou medaili, stříbro z mistrovství světa juniorů 2001. Hrál nejvyšší finskou soutěž za Lukko Rauma (v letech 2016 až 2019 zde byl kapitánem), švédskou nejvyšší ligu za Färjestad BK (v sezóně 2006/07 překonal sezónní bodový rekord obránce v této soutěži) a Frölunda HC, KHL za Metallurg Magnitogorsk, Atlant Mytišči a Dinamo Minsk, britskou ligu za Manchester Storm a švýcarskou za EV Zug. Dvě sezóny též strávil v zámoří, jednu v AHL v dresu Milwaukee Admirals, ve druhé nakoukl do NHL jako hráč Tampa Bay Lightning, ale odehrál jen 6 utkání a vrátil se do Evropy. Ve finské první lize odehrál 475 zápasů (204 bodů), v KHL 197 zápasů (90 bodů). Dvakrát hrál v KHL utkání hvězd.